# Abatia mexicana
Abatia mexicana är en videväxtart som beskrevs av Paul Carpenter Standley. Abatia mexicana ingår i släktet Abatia och familjen videväxter. Inga underarter finns listade i Catalogue of Life.